# Phare sud de Navesink

Le phare sud de Navesink est l'un des phares nommés (en anglais : Navesink Twin Lights), situé à Highlands dans le comté de Monmouth, New Jersey. Il est inactif depuis 1953 et fait partie du Twin Lights State Historic Site.
Le site est inscrit au Registre national des lieux historiques depuis le 2 décembre 1970 sous le no 70000389 et déclaré National Historic Landmark dans le Maryland le 17 février 2006.

## Historique
Les deux phares sont une paire de balises situées à 246 pieds (75 m) au-dessus du niveau de la mer sur les promontoires des Navesink Highlands (en). Ils surplombent la baie de Sandy Hook, l'entrée du port de New York et l'océan Atlantique.
Un phare existait sur le site depuis 1828, date à laquelle il est devenu un guide important et un point de repère pour les navires naviguant aux entrées difficiles du port de New York.
La structure a été construite en 1862. Les tours non identiques de jour et les deux balises de nuit - un clignotant et un fixe - ont permis aux marins d'identifier facilement l'identité de l'installation, permettant ainsi une détermination approximative de leur emplacement à l'approche du port.

### La tour sud
La tour sud fut électrifiée, l'un des premiers phares des États-Unis à le faire. Il a été automatisé en 1949, mais a été interrompu en 1952 à mesure que l'importance de la lumière diminuait.
La tour sert de musée. Des visites du phare, une montée de la tour nord et sa vue imprenable sur l'océan et une vue de l'équipement du phare attendent les visiteurs. Une lentille de Fresnel à deux valves est aussi exposée au musée. Le site historique d'État Twin Lights fait partie de la  New Jersey Coastal Heritage Trail Route (en).

### La tour nord
La lumière de la tour nord a été interrompue de 1898 à 1962 et remis en service à titre privé.

## Description
Le phare  est une tour carrée en grès brun avec galerie et lanterne  de 22 m de haut. La tour sud est reliée par une muraille à la tour nord. Il émet, à une hauteur focale de 75 m, une lumière blanche continue, à titre ornemental.
Identifiant : ARLHS : USA-530 .

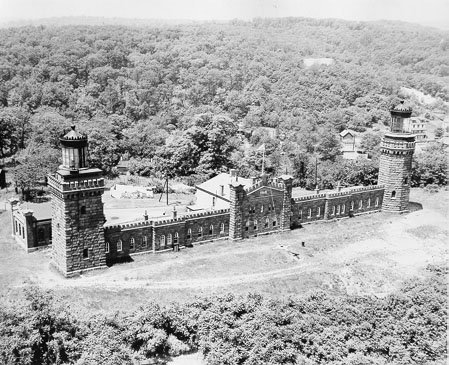
Les phares (photo USCG)
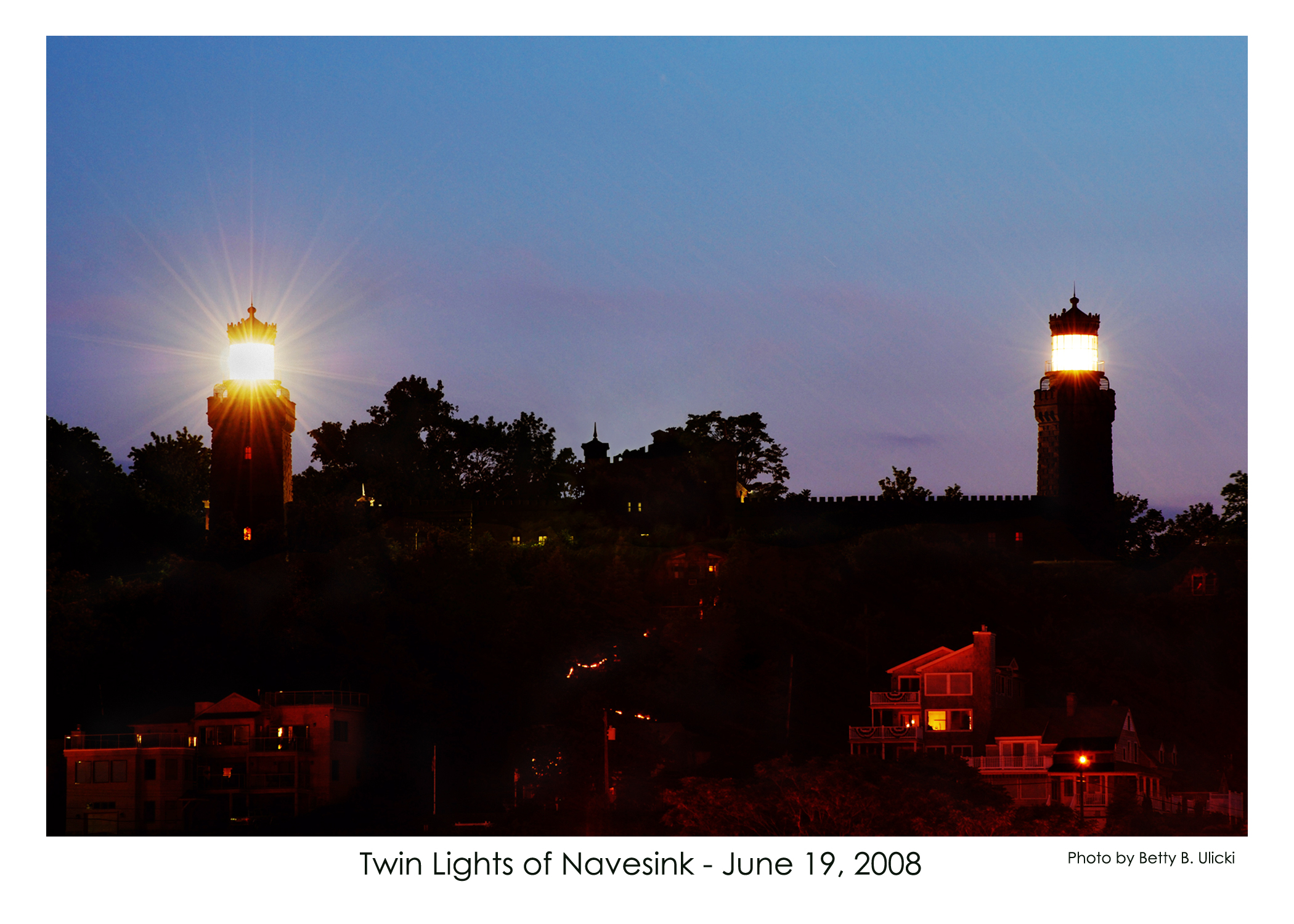
Les phares la nuit
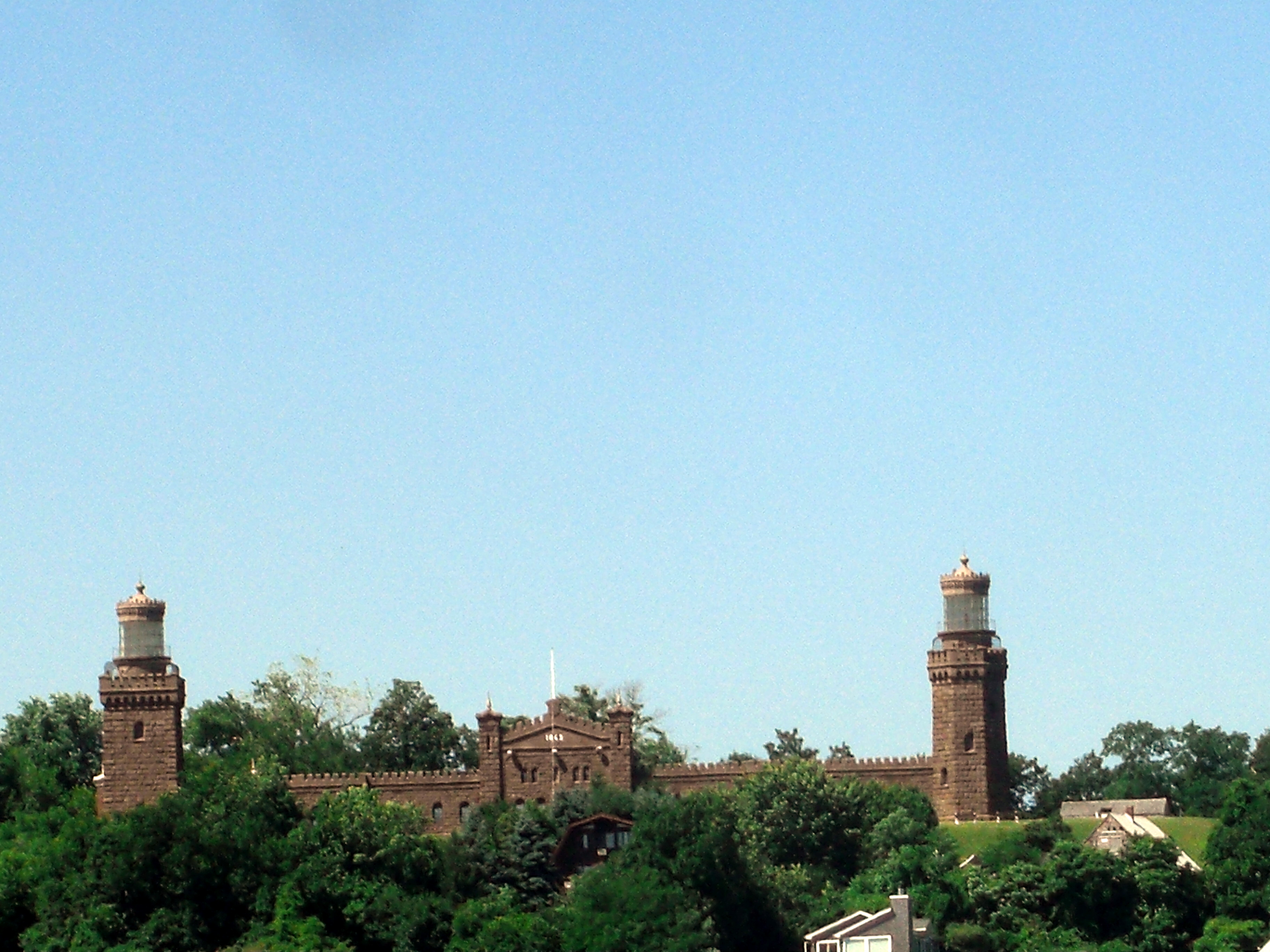
Les deux tours
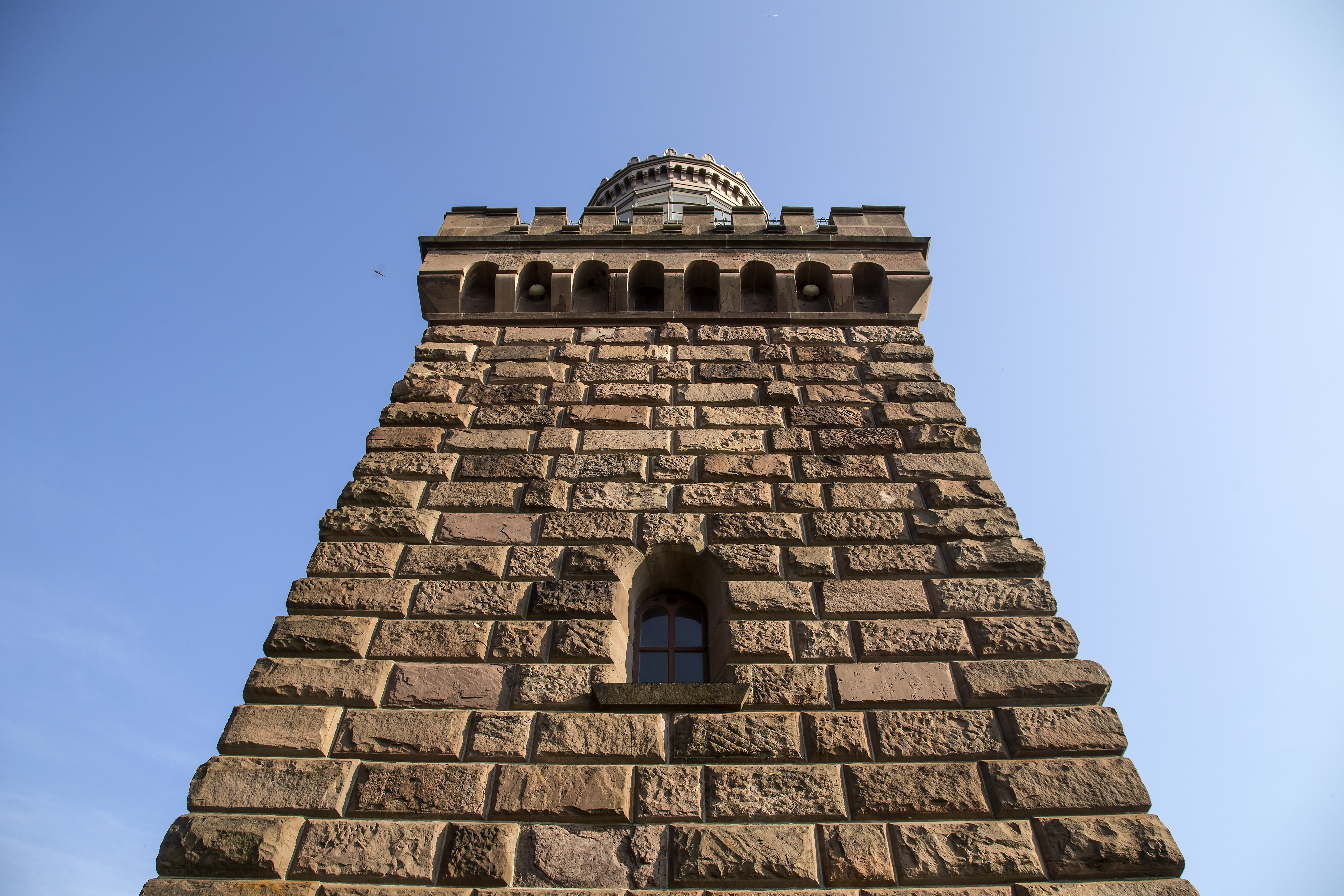
La tour sud

### Lien connexe
- Liste des phares du New Jersey